# Bruno Sansimoni
Bruno Sansimoni (Olavarría, Provincia de Buenos Aires, Argentina, 22 de abril de 1996) es un baloncestista argentino que se desempeña como base o escolta en Oberá de Liga Nacional de Básquet de Argentina. 

## Trayectoria
Surgido de la cantera de Ferro Carril Sud, jugó luego con los juveniles de Estudiantes de Olavarría antes de ser reclutado por Quilmes. Con ese club hizo su debut en la Liga Nacional de Básquet en octubre de 2014 nada menos que durante el clásico del básquet argentino ante Peñarol de Mar del Plata.  
El 20 de julio del 2018 se confirmó su llegada a Boca Juniors para disputar la temporada 2018-19 de la LNB de la Argentina. Después de dos años con los porteños, acordó jugar para Hispano Americano. Terminado el certamen, Sansimoni se unió a Malvín, donde formó una dupla con su compatriota Martín Cuello.  
El regreso del jugador a Mar del Plata se produjo en junio de 2021, pero fichado por Peñarol. Su actuación con el equipo fue muy destacada, siendo reconocido al final de la temporada como el Jugador de Mayor Progreso de la Liga Nacional de Básquet del 2022.
A principios de mayo de 2023, luego de que Peñarol fuese eliminado en los playoffs de la LNB, se unió a los Cocodrilos de Caracas de la Superliga Profesional de Baloncesto de Venezuela. Al concluir su experiencia en el extranjero, retornó a su país para fichar con Quimsa. Hizo un aporte fundamental para que los santiagueños obtuviesen el título de campeones de la temporada 2023-24 de la BCLA.
En julio de 2025 pasó a las filas del Oberá Tenis Club.

### Clubes
| Club                  | País      | Año             |
| --------------------- | --------- | --------------- |
| Quilmes               | Argentina | 2014 - 2018     |
| Boca Juniors          | Argentina | 2018 - 2020     |
| Hispano Americano     | Argentina | 2020 - 2021     |
| Malvín                | Uruguay   | 2021            |
| Peñarol               | Argentina | 2021 - 2023     |
| Cocodrilos de Caracas | Venezuela | 2023            |
| Quimsa                | Argentina | 2023 - 2025     |
| Oberá                 | Argentina | 2025 - Presente |

## Selección nacional
Sansimoni actuó en los seleccionados juveniles de baloncesto de Argentino, siendo parte del plantel que disputó el Campeonato FIBA Américas Sub-18 de 2014 y el Torneo Albert Schweitzer de ese año.

## Vida privada
Bruno Sansimoni es hermano de Julián Sansimoni y primo de Alejandro Diez, ambos jugadores de baloncesto.